# Astragalus piutensis
Astragalus piutensis är en ärtväxtart som beskrevs av Rupert Charles Barneby och David John Mabberley. Astragalus piutensis ingår i släktet vedlar, och familjen ärtväxter. Inga underarter finns listade i Catalogue of Life.